# Chresiona
Chresiona là một chi nhện trong họ Amaurobiidae.